# 林恩·沃德利
林恩·沃德利是一位南非考古学家，约翰内斯堡金山大學教授，研究方向为全新世晚期的非洲狩猎采集者行为现代性活动。